# A12 (Litouwen)
De A12 is Litouwse hoofdweg die Joniškis verbindt met Pagėgiai via Šiauliai en Tauragė. Het is een hoofdschakel in de verbinding tussen Kaliningrad en Riga. De Europese weg 77 volgt de Litouwse A12 over de gehele lengte.
A1 · A2 · A3 · A4 · A5 · A6 · A7 · A8 · A9 · A10 · A11 · A12 · A13 · A14 · A15 · A16 · A17 · A18 · A19